# Torneo de Eastbourne 2017
El Torneo de Eastbourne 2017, también conocido como el Aegon International 2017, fue un torneo de tenis perteneciente al ATP World Tour 2017 en la categoría ATP World Tour 250, y a la WTA Tour 2017 en la categoría Premier. El torneo se jugó sobre las canchas de césped del Devonshire Park Lawn Tennis Club en la ciudad de Eastbourne (Gran Bretaña) desde el 25 de junio hasta el 1 de julio de 2017.

## Distribución de puntos
| Modalidad            | Campeón | Finalista | Semifinales | Cuartos de final | 2ª ronda | 1ª ronda | Clasificados | 2ª ronda de clasificación | 1ª ronda de clasificación |
| Individual masculino | 250     | 165       | 100         | 50               | 25       | 0        | 13           | 7                         | 0                         |
| Dobles masculino     | 250     | 150       | 90          | 45               | 20       | 0        | -            | -                         | -                         |

| Modalidad           | Campeona | Finalista | Semifinal | Cuartos de final | 2ª ronda | 1ª ronda | Clasificadas | 3ª ronda de clasificación | 2ª ronda de clasificación | 1ª ronda de clasificación |
| Individual femenino | 470      | 305       | 185       | 100              | 55       | 1        | 25           | 18                        | 13                        | 1                         |
| Dobles femenino     | 470      | 305       | 185       | 100              | 1        |          |              |                           |                           |                           |

## Cabezas de serie

### Individuales masculino
| Tenista           | Ranking | Preclasificado |
| Novak Djokovic    | 4       | 1              |
| Gaël Monfils      | 16      | 2              |
| John Isner        | 21      | 3              |
| Steve Johnson     | 25      | 4              |
| Sam Querrey       | 28      | 5              |
| Mischa Zverev     | 29      | 6              |
| Richard Gasquet   | 30      | 7              |
| Diego Schwartzman | 36      | 8              |

- Ranking del 19 de junio de 2017

### Dobles masculino
| Tenista                           | Ranking | Preclasificado |
| Bob Bryan Mike Bryan              | 18      | 1              |
| Ivan Dodig Édouard Roger-Vasselin | 27      | 2              |
| Ryan Harrison Michael Venus       | 45      | 3              |
| Fabrice Martin Daniel Nestor      | 58      | 4              |

### Individuales femenino
| Tenista                   | Ranking | Preclasificada |
| Angelique Kerber          | 1       | 1              |
| Simona Halep              | 2       | 2              |
| Karolína Plíšková         | 3       | 3              |
| Dominika Cibulková        | 6       | 4              |
| Johanna Konta             | 7       | 5              |
| Caroline Wozniacki        | 8       | 6              |
| Svetlana Kuznetsova       | 9       | 7              |
| Agnieszka Radwańska       | 10      | 8              |
| Kristina Mladenovic       | 12      | 9              |
| Jeļena Ostapenko          | 13      | 10             |
| Garbiñe Muguruza          | 14      | 11             |
| Yelena Vesnina            | 15      | 12             |
| Petra Kvitová             | 16      | 13             |
| Anastasiya Pavliuchenkova | 17      | 14             |
| Timea Bacsinszky          | 20      | 15             |
| Daria Gavrilova           | 21      | 16             |

- Ranking del 19 de junio de 2017

### Dobles femenino
| Tenista                            | Ranking | Preclasificada |
| Yekaterina Makarova Yelena Vesnina | 8       | 1              |
| Yung-Jan Chan Martina Hingis       | 9       | 2              |
| Tímea Babos Andrea Hlaváčková      | 19      | 3              |
| Lucie Hradecká Kateřina Siniaková  | 31      | 4              |

## Campeones

### Individual masculino
Novak Djokovic venció a  Gaël Monfils por 6-3, 6-4

### Individual femenino
Karolína Plíšková venció a  Caroline Wozniacki por 6-4, 6-4

### Dobles masculino
Bob Bryan /  Mike Bryan vencieron a  Rohan Bopanna /  André Sá por 6-7(4), 6-4, [10-3]

### Dobles femenino
Yung-Jan Chan /  Martina Hingis vencieron a  Ashleigh Barty /  Casey Dellacqua por 6-3, 7-5